# ITunes U
iTunes U era un'applicazione sviluppata dalla Apple Inc. per il sistema operativo iOS. Essa offriva l'accesso all'omonimo servizio, che offriva, a sua volta, l'accesso a un catalogo gratuito di contenuti legati all'istruzione scolastica. L'applicazione è stata pubblicata il 20 gennaio 2012 sull'App Store.
Il 28 febbraio 2013 è stato annunciato che i contenuti presenti nell'applicazione erano stati scaricati più di un miliardo di volte.
L'applicazione è stata dismessa da Apple nel 2021.

## Storia
L'applicazione è stata pubblicata il 20 gennaio 2012, dopo essere stata annunciata il giorno prima durante l'evento sull'istruzione di New York City.
Il 25 luglio 2012 è stata aggiornata alla versione 1.2, dove è stato aggiunto il supporto per la condivisione dei corsi e l'aggiunta di una funzionalità che permette di prendere appunti mentre si segue una lezione. Il 25 giugno 2013, l'applicazione è stata aggiornata alla versione 1.3.1, migliorando il supporto per alcune lingue e correggendo vari errori. Il 14 novembre 2013, l'applicazione riceve un ulteriore aggiornamento, portando una grafica totalmente rinnovata. Dalla versione 3.4 è possibile condividere i progetti di Swift Playgrounds.

## Funzionalità
L'applicazione si divide in 5 schermate:
- I miei corsi, che permette di visualizzare e gestire i corsi ai quali l'utente si è iscritto;
- In primo piano, che mostra i corsi in vetrina, con la possibilità di scorrerli attraverso le categorie di cui fanno parte;
- Classifiche, che mostra la classifica dei corsi più scaricati o visualizzati;
- Sfoglia, che permette di sfogliare tutti i corsi presenti in ordine alfabetico o per livello di studio, come università o scuole superiori;
- Cerca, che offre la possibilità di effettuare una ricerca tra tutti i corsi presenti.

iTunes U, inoltre, offre la possibilità per gli insegnanti di preparare lezioni, con la possibilità di aggiungere materiale personale, distribuire, raccogliere e valutare i compiti degli studenti e di parlare, attraverso una chat, con gli studenti. Agli studenti offre la possibilità di visualizzare i compiti assegnati dall'insegnante, inviare un lavoro anche da applicazioni di terze parti e consultare i voti assegnati.